# (4356) Marathon
(4356) Marathon es un asteroide perteneciente al cinturón de asteroides descubierto por Ingrid van Houten-Groeneveld, Cornelis Johannes van Houten y Tom Gehrels desde el observatorio del Monte Palomar, Estados Unidos, el 17 de octubre de 1960.

## Designación y nombre
Marathon se designó al principio como 9522 P-L.
Posteriormente, en 1991, fue nombrado así por la localidad griega de Maratón, en cuyas cercanía tuvo lugar una famosa batalla de la Antigüedad.

## Características orbitales
Marathon está situado a una distancia media del Sol de 2,803 ua, pudiendo alejarse hasta 3,337 ua y acercarse hasta 2,27 ua. Tiene una inclinación orbital de 7,457 grados y una excentricidad de 0,1904. Emplea 1714 días en completar una órbita alrededor del Sol.

## Características físicas
La magnitud absoluta de Marathon es 13. Tiene 12,36 km de diámetro y su albedo se estima en 0,0665.